# Wołczyny
Wołczyny – wieś w Polsce położona w województwie lubelskim, w powiecie włodawskim, w gminie Włodawa.
W latach 1975–1998 miejscowość administracyjnie należała do województwa chełmskiego.
Wieś jest sołectwem w gminie Włodawa. Według Narodowego Spisu Powszechnego z roku 2011 wieś liczyła 58 mieszkańców.
Wierni Kościoła rzymskokatolickiego należą do parafii św. Jana Jałmużnika w Orchówku.